# Thomomys monticola
Thomomys monticola és una espècie de mamífer rosegador de la família dels geòmids. És endèmic de l'oest dels Estats Units. Es tracta d'una espècie excavadora que s'alimenta principalment d'arrels, tubercles i vegetació de superfície. El seu hàbitat natural són els sòls humits dels prats de muntanya i vessants rocosos de pinedes, avetars i altres boscos de coníferes. És una espècie en risc mínim, és a dir, no sembla que hi hagi cap amenaça significativa per a la seva supervivència.